# Ectropis ridingi
Ectropis ridingi är en fjärilsart som beskrevs av Tutt 1905. Ectropis ridingi ingår i släktet Ectropis och familjen mätare. Inga underarter finns listade i Catalogue of Life.